# Włosowatość korzeni
Włosowatość korzeni (ang. hairy root, hairy root of apple) – bakteryjna choroba roślin spowodowana przez Agrobacterium rhizogenes.

## Objawy i szkodliwość
Choroba występuje u roślin z rodziny różowatych (Rosaceae), najczęściej na jabłoni. Jej objawem jest powstawanie masy drobnych korzeni u podstawy pnia lub w zgrubieniu powstałym w miejscu szczepienia zainfekowanego drzewa. Często w miejscu infekcji tworzą się także narośle. Włosowatość korzeni powoduje zahamowanie wzrostu rośliny.
Często na tej samej roślinie włosowatość korzeni występuje razem z guzowatością korzeni. Włosowatość powoduje silniejsze zahamowanie wzrostu, niż guzowatość.

## Epidemiologia
Bakteria jako saprotrof może w glebie przetrwać do 19 lat. Wnika do rośliny przez rany na skórce szyjki korzeniowej i korzeniach. Rany takie powstają wskutek prac pielęgnacyjnych, lub żerowania szkodników. Do infekcji najczęściej dochodzi w szkółkach podczas pozyskiwania podkładek wegetatywnych.
Optymalna temperatura do rozwoju Agrobacter rhizogenes to 20–28 °C.

## Ochrona
Można tylko zapobiegać chorobie poprzez następujące działania:
- Szkółki drzew owocowych należy zakładać na polach, na których nie notowano występowania Agrobacterium rhizogenes co najmniej od 8–10 lat.
- Należy niszczyć materiał szkółkarski z objawami włosowatości korzeni.
- Do szczepienia i okulizacji używać zdrowych podkładek.
- Korzenie podkładek i drzewek przed posadzeniem moczy się w papce z gliny z dodatkiem 1% siarczanu miedzi, lub w roztworze biologicznego preparatu Polagrocyna
- Należy unikać uszkadzania korzeni roślin podczas zabiegów pielęgnacyjnych,
- W szkółkach i młodych sadach, w których pojawiły się przypadki włosowatości korzeni, należy stosować nawozy kwaśne.
- Po zlikwidowaniu szkółki czy sadu na polu, w którym wystąpiła włosowatość korzeni, należy przez kilka lat uprawiać rośliny rolnicze, z wyjątkiem buraków cukrowych.